# Thomas McDonell

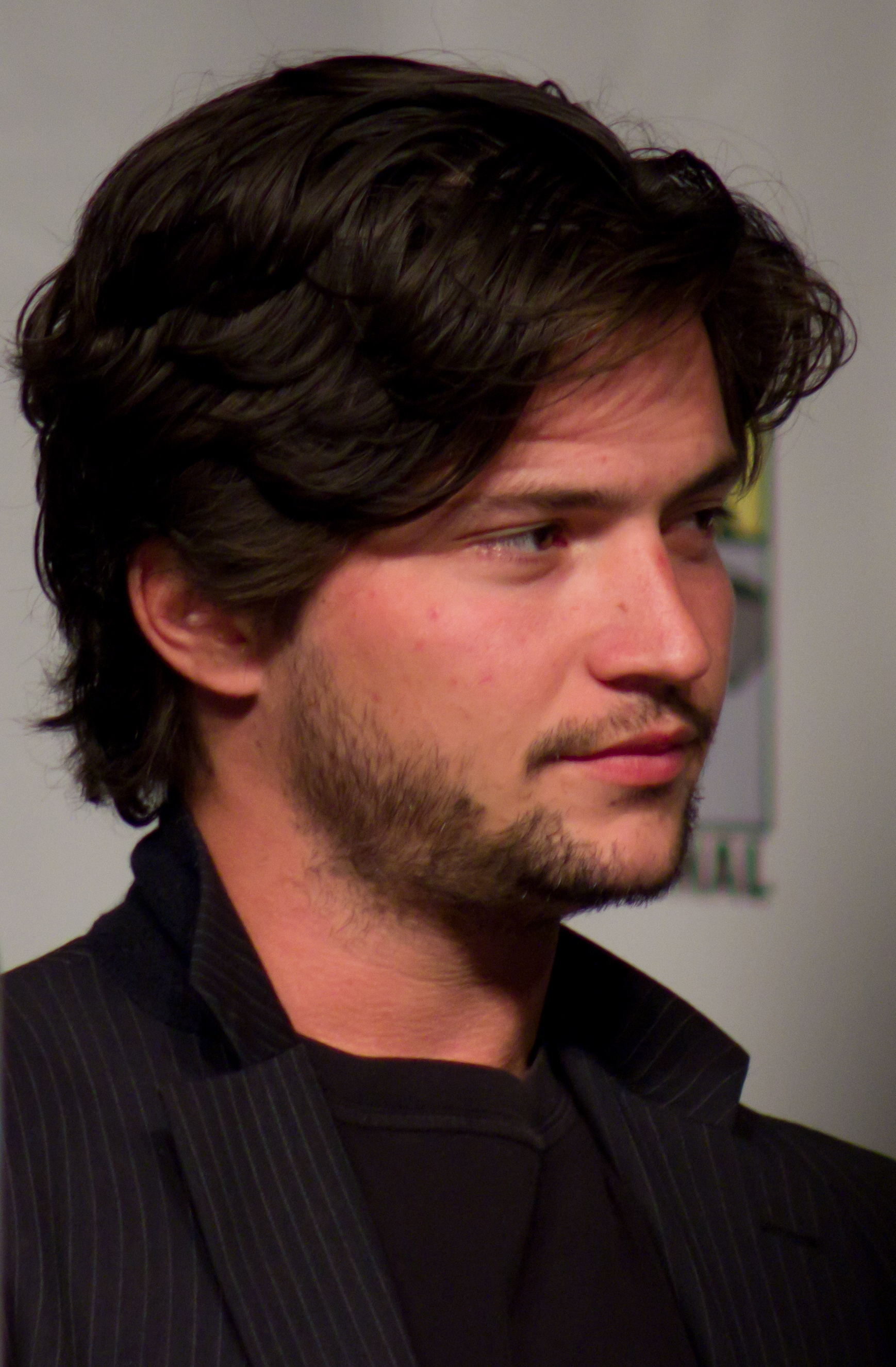
Thomas McDonell al Comic-Con nel 2013

Thomas Hunter Campbell McDonell (New York, 2 maggio 1986) è un attore, musicista e artista statunitense.

## Biografia
Figlio di Joan, una scrittrice, e Terry McDonell, attuale redattore del Sports Illustrated Group ed ex caporedattore di Rolling Stone; ha un fratello maggiore anch'esso scrittore, Nick McDonell. Ha frequentato il collegio Phillips Academy, ad Andover, Massachusetts, successivamente si è laureato alla New York University, dopo aver frequentato il corso di pittura e scultura. È un artista visuale, ha esposto i suoi lavori in vari eventi e manifestazioni di fama internazionale, di particolare rilievo è la proiezione di un video ad alta definizione al Best Buy di New York nell'ottobre del 2009. Il corso d'arte della NYU lo ha portato a studiare per quattro mesi a Shanghai, in Cina, dove, a seguito di un provino, ha ottenuto una piccola parte nel film ll regno proibito (2008) di Rob Minkoff.
Nel 2010 ottiene una piccola parte nel film Twelve, di Joel Schumacher, la cui trama è tratta dall'omonimo libro scritto di suo fratello Nick. Il primo vero e proprio ruolo da protagonista lo ottiene nel 2011 con il film Disney Prom - Ballo di fine anno di Joe Nussbaum, in cui interpreta il ribelle Jesse Richter. Nel 2011 Josh Schwartz lo sceglie per interpretare il ruolo di Aaron Riley nella commedia adolescenziale Fun Size, uscita nelle sale cinematografiche statunitensi nell'ottobre 2012, mentre nel 2014 interpreta Trevor nel film thriller The Devil's Hand.
La somiglianza con l'attore Johnny Depp, nel 2012, gli giova un ruolo nel film Dark Shadows di Tim Burton, viene, infatti, scelto per interpretare le scene della gioventù di Barnabas Collins. Tra il 2010 e il 2012 recita anche in alcune puntate di famose serie tv, quali Law & Order: Criminal Intent, ne ruolo di Eddie Boyle, e Suburgatory, nel ruolo di Scott Strauss, il fidanzato di Tessa.
Tra i vari interessi, oltre all'arte e alla recitazione, ha anche quello della musica, infatti è cantante e chitarrista di una band chiamata "Moon", che suona musica pop e che ha inciso una canzone, dal titolo Time Stand, appositamente per il film Prom - Ballo di fine anno.
Nel 2014 ha recitato nei panni di uno dei protagonisti, Finn Collins, nella serie TV The 100.

## Filmografia

### Cinema
- Il regno proibito (The Forbidden Kingdom), regia di Rob Minkoff (2008)
- Twelve, regia di Joel Schumacher (2010)
- Prom - Ballo di fine anno (Prom), regia di Joe Nussbaum (2011)
- Dark Shadows, regia di Tim Burton (2012) - non accreditato
- Fun Size, regia di Josh Schwartz (2012)
- 10 Things I Hate About Life, regia di Gil Junger (2014)
- Life After Beth - L'amore ad ogni costo (Life After Beth), regia di Jeff Baena (2014)
- The Devil's Hand, regia di Christian E. Christiansen (2014)
- I'm Obsessed with You (But You've Got to Leave Me Alone), regia di Jon Goracy (2014)

### Televisione
- Law & Order - Criminal Intent – serie TV, episodio 9x03 (2010)
- Suburgatory – serie TV, 4 episodi (2012-2013)
- The 100 – serie TV, 22 episodi (2014-2015)
- The Long Road Home – mini serie TV, 8 episodi (2017)
- Good Girls – serie TV, episodio 1x05 (2018)

### Videoclip
- Your Surrender (Prom film version) - Neon Trees (2011)
- This Kiss - Carly Rae Jepsen (2012)

## Doppiatori italiani
Nelle versioni in italiano delle opere in cui ha recitato, Thomas McDonell è stato doppiato da:
- Andrea Mete in Prom - Ballo di fine anno
- Marco Vivio in Suburgatory
- Daniele Raffaeli in The 100
- Massimo Aresu in Una stella per Natale